# Epidauro Amonio de Alejandría
Epidauro Amonio de Alejandría (en griego antiguo: Ἐπίδαυρος ὁ καὶ Ἀμμώνιος ὁ Ἀλεξανδρεὺς, siglo II) fue un atleta olímpico de la Antigüedad nacido en Alejandría.
Resultó ganador de la carrera a pie del estadio (la longitud de un estadio eran aproximadamente 192 m) durante los 229.º Juegos Olímpicos, en el 137.
Eusebio de Cesarea lo menciona en su libro Crónica como campeón olímpico.